# Penton River
Penton River är ett vattendrag i Dominica.   Det ligger i parishen Saint Andrew, i den norra delen av landet, 30 km norr om huvudstaden Roseau. Penton River ligger på ön Dominica.